# Vickerpalpmal
Vickerpalpmal (Syncopacma karvoneni) är en fjärilsart som först beskrevs av Walter Leopold Victor Hackman 1950.  Vickerpalpmal ingår i släktet Syncopacma, och familjen stävmalar. Arten är reproducerande i Sverige.